# Августа (германская императрица)

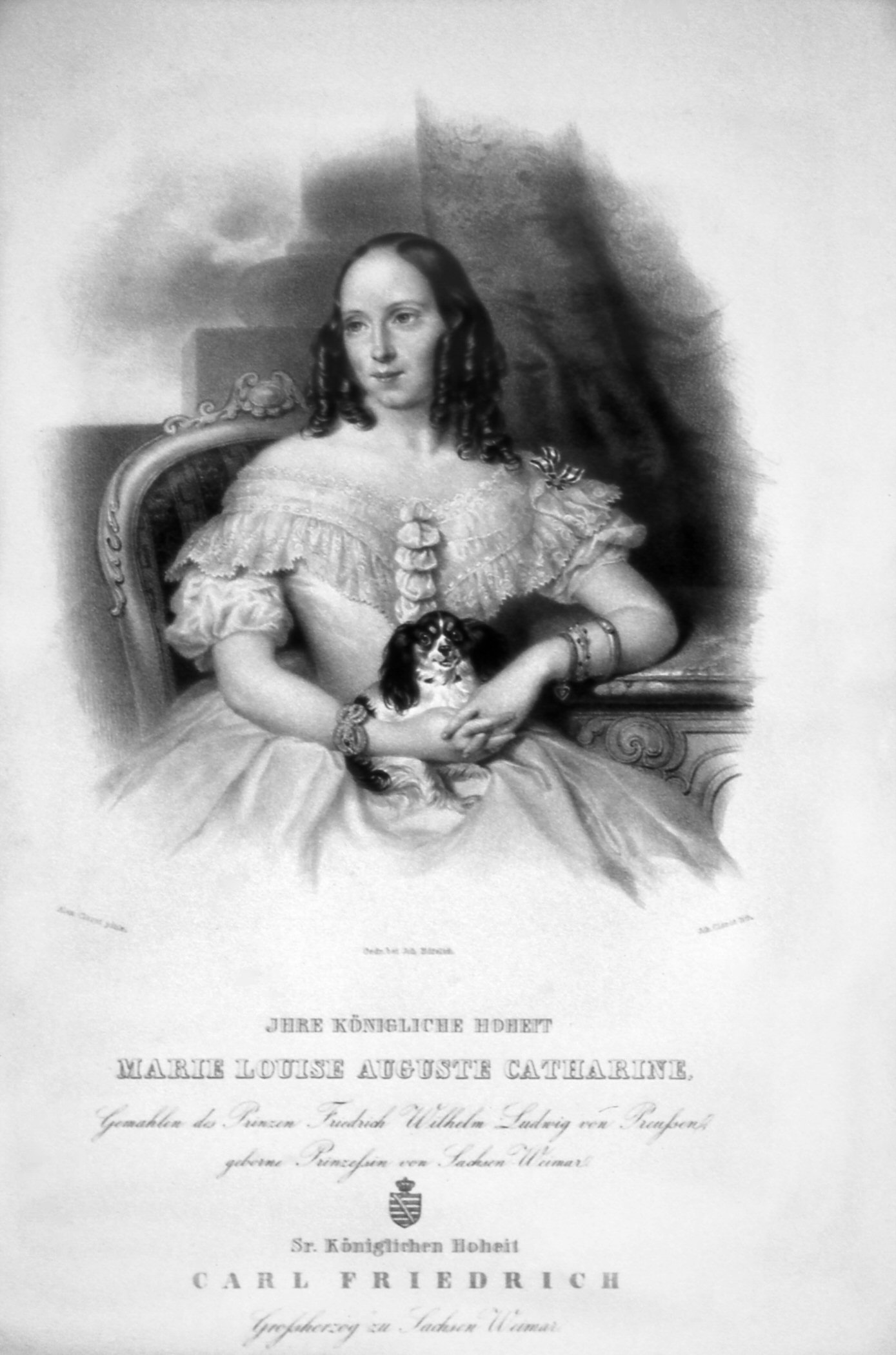
Августа, принцесса Прусская. 1830

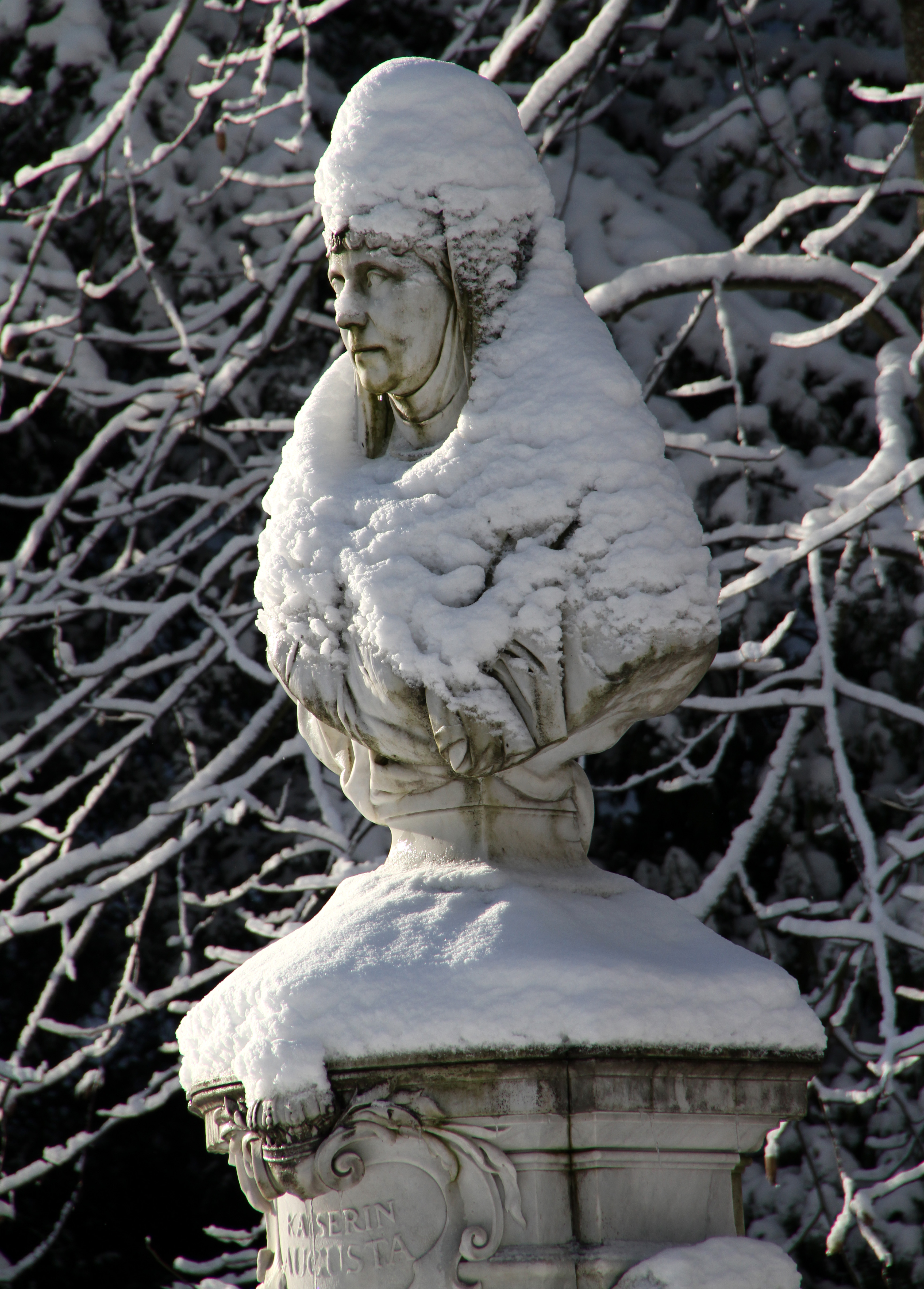
Бюст императрицы Августы в Баден-Бадене

Августа Мария Луиза Катерина Саксен-Веймар-Эйзенахская (нем. Augusta Marie Luise Katharina von Sachsen-Weimar-Eisenach; 30 сентября 1811, Веймар — 7 января 1890, Берлин) – германская императрица и королева Пруссии, супруга Вильгельма I. Внучка российского императора Павла I по материнской линии.

## Биография
Августа — вторая дочь великого герцога Карла Фридриха Саксен-Веймарского и великой княжны Марии Павловны, сестры императора Александра I, родилась 30 сентября 1811 года. Её отец был робким и застенчивым человеком, до конца жизни любившим читать сказки. Мать Августы Иоганн Вольфганг Гёте называл «одной из самых лучших и значительных женщин своего времени». Августа получила разностороннее образование и подготовку к представительским обязанностям при дворе. Принцесса Августа училась рисованию у придворной художницы Луизы Зайдлер, а музыку ей преподавал придворный капельмейстер Иоганн Непомук Гуммель. Веймарский двор, где воспитывалась Августа, считался либеральным. Веймарское герцогство первым в Германии приняло конституцию в 1816 году. В Веймаре благодаря герцогине Анне Амалии Брауншвейгской процветали искусство и литература.
Августа познакомилась со своим будущим мужем принцем Вильгельмом Прусским в 1826 году. Вильгельм отзывался о 15-летней Августе как о «выдающейся личности», но по внешним данным отдавал предпочтение её старшей сестре Марии. На кандидатуре Августы в невесты Вильгельму настоял его отец Фридрих Вильгельм III. Младший брат Вильгельма Карл Прусский женился на старшей сестре Августы Марии.
В это время принц Вильгельм был сильно влюблён в княжну Элизу Радзивилл. Брак с неравнородной польской аристократкой при прусском королевском дворе считался мезальянсом. Кронпринцем Пруссии считался старший брат Вильгельма Фридрих Вильгельм, но у него в браке не было детей, поэтому ему в наследники предполагался младший брат Вильгельм. В июне 1826 года отец Вильгельма король Фридрих Вильгельм III окончательно запретил Вильгельму жениться на Элизе Радзивилл, и в последующие месяцы всё ещё влюблённому Вильгельму присматривали подходящую невесту. 29 августа 1828 года Вильгельм под давлением отца в письменной форме попросил руки Августы. Августа с радостью согласилась, и 25 октября 1828 года состоялась их помолвка. Из корреспонденции жениха и невесты следовало, что они подошли к браку с совершенно разными ожиданиями. Вспоминая Элизу Радзивилл, принц Вильгельм писал сестре Шарлотте, супруге императора Николая I: «По-настоящему любить можно в жизни только один раз». О своей невесте он отзывался: «Принцесса прекрасна и умна, но не может меня согреть». В то же время влюблённая в своего будущего мужа Августа и мечтает о счастливом супружестве. Ей было известно о несчастной любви Вильгельма к Элизе, но она тешила себя иллюзиями, что сможет ему заменить её. Бракосочетание принца Вильгельма и принцессы Августы состоялось 11 июня 1829 года в Берлине, в часовне Шарлоттенбургского дворца. Супруги были и троюродными, и четвероюродными братом и сестрой, имев общих прадеда и прапрадеда, ландграфов Гессен-Дармштадтских Людвига IX и Людвига VIII, а также Вильгельм дважды приходился Августе четвероюродным дядей через их общего предка, прусского короля Фридриха Вильгельма I.
Августу хорошо приняли при прусском королевском дворе и первые недели молодожёны прожили в полной гармонии, но вскоре Августа заскучала в Берлине. Её могла бы увлечь благотворительная деятельность, но эти функции были возложены на кронпринцессу Елизавету. Вильгельм тоже стал уставать от энергичной 21-летней супруги. В марте 1830 года Вильгельм делился с сестрой Александриной, что его смущала не ребячливость супруги, а наоборот, её не по возрасту зрелый ум и острота суждений, и жаловался, что она часто вступала в дискуссии, в которых хотя и демонстрировала полное владение предметом, но выходила за положенные ей рамки. Это, по мнению Вильгельма, не только придавало ей самоуверенности и дальше пускаться в такие дискуссии, но и нежелательный для неё образ «остроумной женщины», ведь за Августой уже замечали, что у неё разум преобладает над сердцем. В интимной жизни супругов тоже не было идиллии. В письме к сестре Шарлотте в январе 1831 года Вильгельм жаловался на недостаточную женственность супруги.
Будущий император Фридрих III, первый ребёнок в семье Вильгельма и Августы, появился на свет в 1831 году, спустя три года брака. Дочь Луиза родилась ещё спустя семь лет. В 1842 и 1843 годах у Августы случились выкидыши. Вильгельм вскоре вернулся к прежним любовным связям с дамами из различных кругов, несмотря на все предпринимаемые им предосторожности, Августа знала об изменах мужа. С 1840 года Августа страдала биполярным расстройством психики, жизнь потеряла для неё краски, она страдала депрессиями.
Августа проявляла большой интерес к политике и с 1845 года стала проявлять политическую активность. Как и многие люди с либеральными взглядами Августа возлагала большие надежды на взошедшего на престол Фридриха Вильгельма IV, считавшегося современным, открытым человеком. Но Фридрих Вильгельм отказался дать стране конституцию и оказался большим консерватором, чем можно было ожидать от него. В Мартовскую революцию Вильгельм по настоянию царственного брата бежал в Лондон. Августа с двумя детьми укрылась в Потсдаме. В либеральных кругах всерьёз обсуждалась возможность отречения короля Фридриха Вильгельма IV и отказа Вильгельма от наследования трона и возведения в регенты при несовершеннолетнем сыне «благородной и свободомыслящей княгини» Августы. Августа уничтожила свои дневниковые записи и переписку этого периода, поэтому судить о том, насколько серьёзно она относилась к таким проектам, не представляется возможным. Кронпринц Вильгельм вернулся в Пруссию лишь в июне 1848 года, когда в Паульскирхе уже заседало Франкфуртское национальное собрание. В 1849 году он получил назначение генерал-губернатором Рейнской провинции, и весной 1850 года Августа и Вильгельм въехали в свою новую резиденцию в Кобленце, во дворец последнего курфюрста Трирского.
Августе нравилось в Кобленце, у неё появилась возможность организовать жизнь при дворе так, как было в её детстве в Веймаре. В 1856 году она пригласила в Кобленц двух выдающихся прусских садовых архитекторов Петера Йозефа Ленне и Германа фон Пюклера-Мускау оформить парк на берегу Рейна. Сын Фридрих под влиянием матери поступил на юридический факультет Боннского университета и стал первым наследником прусского трона с академическим образованием. При кобленцском дворе состояли многие либералы, в том числе историк Максимилиан Дункер, профессора права Август фон Бетман-Гольвег, Клеменс Теодор Пертес и Александр фон Шлейниц. После революции 1848 года кронпринц Вильгельм также умерил свои политические взгляды, что вызывало неудовольствие со стороны брата-короля. Критике подвергалась также терпимость Августы в отношении католиков. В 1856 году 17-летняя дочь Вильгельма и Августы вышла замуж за великого герцога Баденского, в январе 1858 года их сын Фридрих женился на 17-летней Виктории, дочери королевы Великобритании Виктории. Августа считала этот брак одним из своих немногих триумфов. Великобритания для неё являлась примером современной монархии, Августа надеялась, что её невестка сможет привить либеральные взгляды сыну Фридриху.
В 1858 году кронпринц Вильгельм был назначен регентом при брате Фридрихе Вильгельме IV, который после нескольких инсультов утратил дееспособность. Августа была вынуждена распрощаться со столь милым её сердцу Кобленцем и вернуться с мужем в Берлин. Вильгельм распустил министерство и назначил на должности министров политиков с либеральными взглядами, с которыми он был знаком по кобленцскому двору. Консервативные круги усмотрели в этих изменениях влияние Августы. В действительности влияние Августы на мужа было минимальным. В 1862 году ей не удалось предотвратить роспуск несгибаемого по мнению Вильгельма парламента и назначение премьер-министром Отто фон Бисмарка. Августа считала Бисмарка своим смертельным врагом, Бисмарк в свою очередь презирал королеву Августу за её давление на мужа и сына и считал её кристаллизированным центром всех противодействующих ему политических сил. Спустя много лет Бисмарк в своей автобиографии вспоминал, что кайзер Вильгельм I испытывал к своенравной супруге смешанные чувства досады, уважения и одобрения и называл её «огненной головой» и в беспомощности перед ней разводил руками. Августа не соглашалась с политическим курсом Бисмарка ввязываться во все войны. Одновременно она всё больше отдалялась от мужа. Бисмарк называл Августу «старым фрегатом», науськивал газеты на либеральную королеву и открыто критиковал Августу в парламенте. В своих мемуарах Бисмарк не раз обращался к конфликту с королевой и впоследствии императрицей и обвинял её в антипрусском влиянии на его величество.
Окружение Августы страдало от её маниакально-депрессивной психики, двор с облегчением реагировал на отъезды королевы на лечение в Баден-Баден. В отличие от населения Пруссии, ликовавшего по поводу победы при Кёниггреце, пацифистка Августа оплакивала павших и раненых, что тоже нанесло ущерб её репутации. Несмотря на общность политических убеждений и связывавшее их критическое отношение к Бисмарку, Августа не находила понимания у своей умной невестки, кронпринцессы Виктории. Религиозная и ответственная Августа считала Викторию маловерующей, корила её за отсутствие на официальных мероприятиях и винила её в отчуждённых отношениях с сыном. Добрые отношения связывали Августу только с внуком Вильгельмом.
Став королевой, Августа получила возможность посвятить себя благотворительности. В 1866 году она учредила Отечественный союз женщин, поставивший своей задачей заботу о раненых и больных солдатах. Свои визиты в Великобританию Августа использовала для обмена опытом с Флоренс Найтингейл, благодаря которой в британских госпиталях снизились показатели смертности. По инициативе Августы было организовано много больниц, в том числе существующий поныне Дом Лангенбека-Вирхова, штаб-квартира Германского общества хирургии, или больница Августы в Бохуме.
Миролюбивая Августа отрицательно относилась к войнам за объединение Германии и обвиняла в них прежде всего Бисмарка. Она выступила противницей Франко-прусской войны 1870—1871 годов, хотя по её результатам Августа стала императрицей. Корону императрицы Августа восприняла как личное поражение, она мечтала, чтобы единство Германии с Пруссией во главе было достигнуто «моральными завоеваниями», а не пролитой кровью. Её отношение к войнам нашло своё отражение в Фонде императрицы Августы, созданном в Берлине, а затем и в Потсдаме с целью воспитания нуждавшихся в помощи дочерей офицеров, военачальников, священников и врачей, погибших в войну 1870—1871 годов.
Противостояние с Бисмарком продолжилось и после 1871 года. В культуркампфе, направленном преимущественно против католической церкви, Августа решительно встала на сторону католиков. Ей удалось уговорить кайзера Вильгельма не трогать католические ордена, занимавшиеся уходом за больными. Вслед за этой маленькой победой в 1878 году Бисмарк был вынужден отменить почти все меры принудительного воздействия к католической церкви. Бисмарк воспринял произошедшее как личное поражение, возложил всю вину на императрицу и продолжил травить её в прессе. Августа переборола свою ненависть к Бисмарку лишь в последние годы жизни. Именно Бисмарк показался ей подходящим учителем для подготовки любимого внука Вильгельма к властным функциям.
В июне 1881 года в Кобленце страдавшая ревматизмом Августа получила тяжёлые травмы в результате падения и была вынуждена передвигаться на костылях или в инвалидном кресле, но тем не менее не отказалась от своих обязанностей. У неё наконец-то улучшились отношения с супругом, в 1887 году отметившим 90-летие. Кайзер Вильгельм умер 9 марта 1888 года, сын Фридрих правил лишь 99 дней и умер от рака горла. Августа стала свидетельницей прихода к власти её любимого внука Вильгельма. Каждый год императрица проводила по нескольку недель в своём любимом Кобленце, «Потсдаме на Рейне». На новогоднем приёме в 1890 году императрица появилась слегка простуженной, а 7 января 1890 года внезапно умерла в Старом дворце на Унтер-ден-Линден. Её похоронили рядом с супругом в Мавзолее Шарлоттенбургского дворца.